# ميسيل ماري جوزيف
ميسيل ماري جوزيف (بالإنجليزية: Angel Mary Joseph) هي منافسة ألعاب القوى هندية، ولدت في 24 سبتمبر 1953 في Davanagere ‏ في الهند.